# ВРТ-300
ВРТ-300 или VRT-300 — многофункциональный беспилотный летательный аппарат вертолётного типа. Способен выполнять задачи доставки грузов (до 70 кг), аэрофотосъемки, разведки местности, патрулирования и мониторинга, выполнять поисково-спасательные, сельскохозяйственные работы и т.д.
Построен по соосной схеме с двумя 3-лопастными несущими винтами и двухкилевым вертикальным оперением. Шасси аппарата лыжного типа. Крепление груза в контейнере под днищем ЛА. Все комплектующие беспилотника, кроме двигателя, созданы и производятся в России. Силовая установка поставляется одной из западных стран. В комплекс с БПЛА входит мобильный пункт управления летательным аппаратом, аналогичный БАС-200 (которым управляют 2 человека). ВРТ-300 разработан в двух версиях:
- VRT300 Arctic Supervision — предназначен для развития транспортной системы Северного морского пути: эксплуатация в условиях Арктики и ведение ледовой разведки. Для оценки ледовой обстановки БПЛА оснащен бортовым радиолокатором бокового обзора X-диапазона высокого разрешения. Для работы в суровом климате Арктики снабжён двигателем на «тяжелом» дизельном топливе. Может базироваться на кораблях и буровых платформах.
- VRT300 Opticvision — предназначен для задач предупреждения и ликвидации аварийных ситуаций в сфере добычи и транспортировки энергоресурсов. Так же способен выполнять задачи диагностики линий электропередачь, картографирования, транспортировки грузов, поисковых работ, а также мониторинга экологической обстановки, дорог и объектов придорожной инфраструктуры. Opticvision имеет увеличенную дальность полета[5].

## История

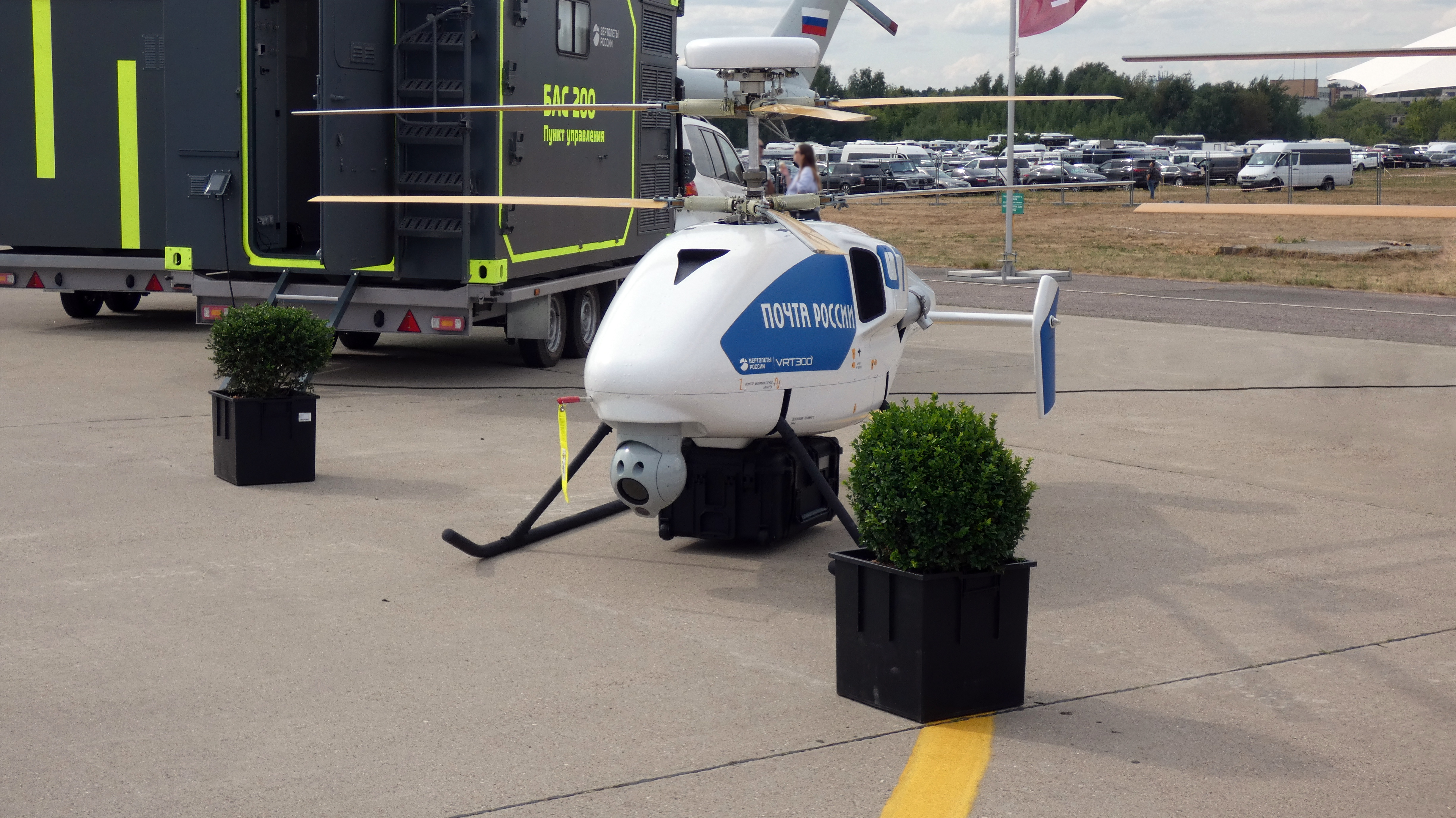
ВРТ-300 в цветах Почты России на авиашоу МАКС-2021.

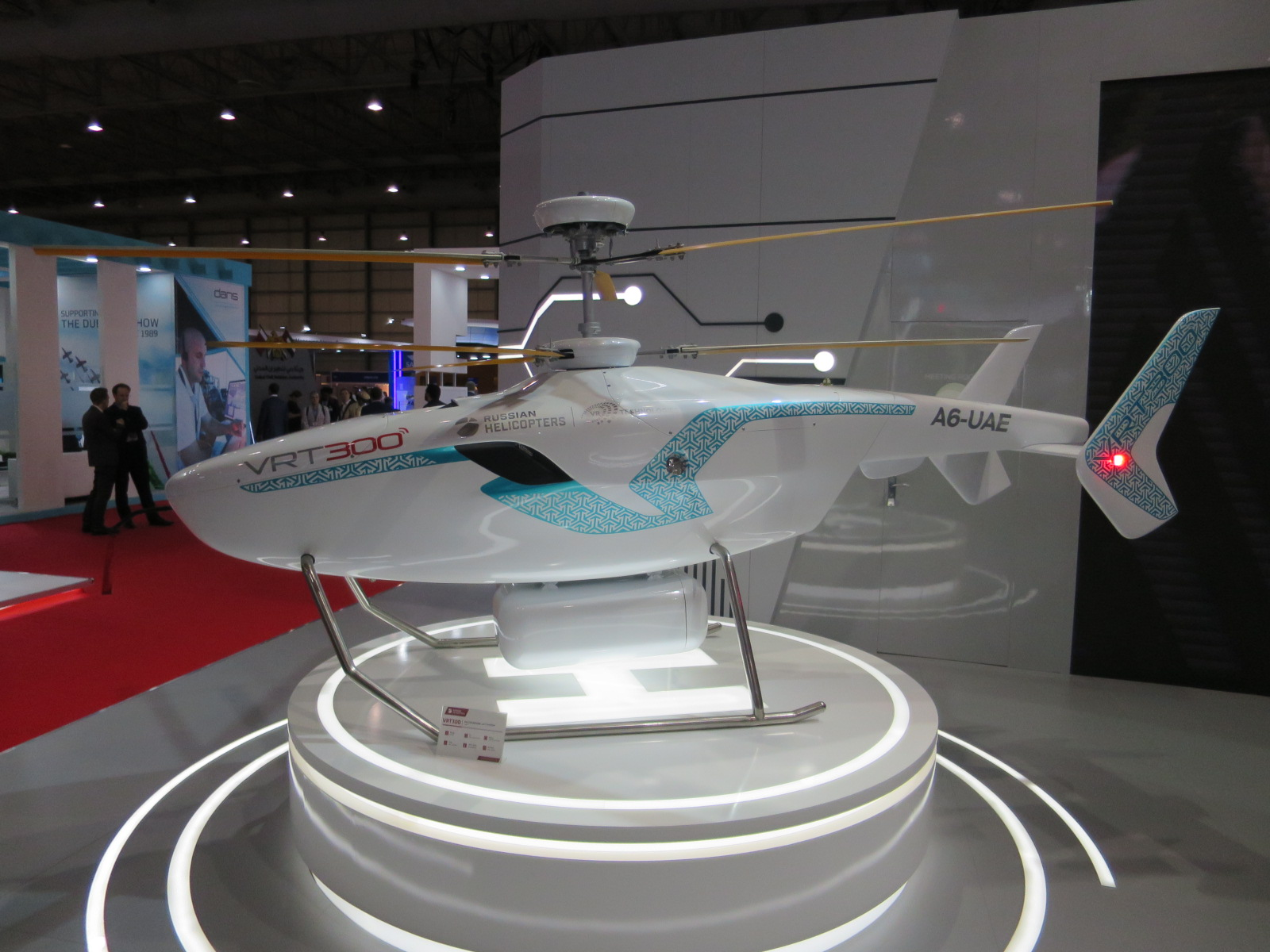
ВРТ-300 на авиашоу в Дубае в 2019 году.

ВРТ-300 разрабатывался с 2014 года в КБ «ВР-Технологии» (входящей в холдинг «Вертолеты России»). В разработке так же участвовали специалисты из НЦВ им. М.Л. Миля и Н.И. Камова. 
ВРТ-300 создавался как гражданский БПЛА без участия Минобороны. Для использования в военных целях ВРТ-300 является не лучшим решением, так как обладает достаточно громким дизельным двигателем. Впервые был представлен в 2017 году на авиасалоне МАКС-2017. Первые летные испытания прошли в 2019 году. Серийное производство было запущено в 2021 году.
В 2021 году, на авиашоу МАКС-2021, холдинг «Вертолеты России» подписал с Почтой России соглашение о закупке беспилотных летательных аппаратов ВРТ-300 для доставки почтовых отправлений. В настоящее время Почта России эксплуатирует их на территории Чукотского автономного округа. Первые тестовые полеты прошли по маршруту Анадырь — Угольные Копи (~9 км). Планируется довести грузоперевозки на 20 маршрутах Чукотки до 245 т почты в год. 
В 2019 году в рамках международного авиасалона Dubai Airshow 2019, холдинг «Вертолеты России» подписал с эмиратским холдингом Tawazun соглашение о покупке 50% акций компании «ВР-Технологии». Сделка рассматривается как инвестиционная, для ускорения реализации проектов вертолёта ВРТ-500 и БПЛА ВРТ-300, и для содействия в продвижении этих продуктов на рынках Ближнего Востока. Как следствие, в 2021 году на площадке военно-технического салона IDEX-2021 в Абу-Даби, Эмираты оформили предварительный заказ на поставку 100 БПЛА ВРТ-300.

## Технические характеристики
Источник данных: «Hi-News.ru», «Уголок неба», «Жуковские Вести», «Ростех».

Технические характеристики
- Грузоподъёмность: 70 кг
- Длина: 4,08 м
- Диаметр несущего винта: 4,8 м
- Высота: 2,05 м
- Максимальная взлётная масса: 300 / 380 кг
- Масса топлива во внутренних баках: 120 кг (100 л дизельного топлива)
- Силовая установка: 1 ×

Лётные характеристики
- Максимальная скорость:  130 / 180 км/ч
- Крейсерская скорость: 120 км/ч
- Практическая дальность: 150 км (Arctic Supervision), 325 км (Opticvision)
- Статический потолок: 2150 м
- Динамический потолок: 5800 м
- Максимальная дальность радиосвязи: 100 / 150 км
- Продолжительность полета: до 5 ч